# Торело (Салерно)
Торело је насеље у Италији у округу Салерно, региону Кампанија.
Према процени из 2011. у насељу је живело 220 становника. Насеље се налази на надморској висини од 372 м.